# عبد الرزاق النعاس
د. عبد الرزاق النعاس ( - ، 28 يناير 2006) من عائلة عراقية علمية معروفة سكن مدينة الحرية في جانب الكرخ من بغداد تدرج بوضائف عديدة بالجامعات العراقية والعربية , متزوج وله ولد وثلاثة بنات .. كان أستاذاً للإعلام الدولي في كلية الإعلام بجامعة بغداد ووجه عراقي ظهر كثيراً في القنوات الفضائية .. يوم السبت الموافق 28 يناير 2006 قام مسلحون باعتراض سيارته بواسطة سيارتهم إثر خروجه من كلية الإعلام بجامعة بغداد وأطلقوا النار عليه ما أدى إلى مقتله فوراً .. تعرض للتهديد بالقتل قبل إسبوع من قتله وذلك أثناء تعرض الأستاذ مؤيد الخفاف للاعتداء الجسدي من قبل ملثمين حيث قاموا وقتها بتوجيه التهديدات بالقتل للنعاس كما كان قد تلقى تهديدات من قبل مجهولين تتهمه بالتطاول على المرجعية الدينية في النجف وأن عليه مغادرة العراق وترك مكانه في الجامعة.
عرف بانتقاده لسياسات الحكومة العراقية وانتقاد معظم الأحزاب السياسية معتبرا أنها لا تقدم تقدم إلا برامج انتخابية نظرية، بدون رابط مع الواقع خاصة بما يخص المسائل الأمنية، وواصفا الشعارات التي تم طرحها بالأحلام بعيدة المنال  كما أنتقد الحكومة ووصفها بأنها غير قادرة على إدارة شؤون البلاد.
وانتقد الاحتلال الأمريكي للعراق واعتبر أن الأميركيين لم يستوعبوا سيكولوجية المجتمع العراقي وطبيعة المنطقة الطبوغرافية، وأشار إلى الخسائر الضخمة في الأرواح والمعدات التي تتكبدها القوات الأميركية يوميا .. كان من دعاة دخول المرأة المعترك السياسي لكنه انتقد بقاء وزيرة لثلاث حقب متوالية بنفس الوزارة، بسبب المخاصصة التي تعمق الجانب الطائفي وتمنع الكفاءات من الظهور 
يعتقد البعض أن قتله جاء ضمن موجة تستهدف الأساتذة الجامعيين العراقيين عن طريق الاعتداءات الجسدية، أو التهديد والضغط عليهم للعدول عن توجهاتهم السياسية والفكرية وترك وظائفهم أو مغادرة العراق. ضمن مخطط يهدف إلى إفراغ العراق من طاقاته وبناء عراق جديد على أسس مختلفة عن السابق، وذلك من خلال ما يوصفه البعض بـ «تصحير العراق» من كفاءاته وعقوله الفاعله